# 地蔵院 (加須市浜町)
地蔵院（じぞういん）は、埼玉県加須市にある真言宗智山派の寺院。

## 歴史
創建年代は不明である。ただ過去帳の記録から、約200年前から既に存在していたものと推測される。1866年（慶応2年）の火災により、多くの古文書を失ってしまったため、詳細な由来は不明となっている。
慶応の火災後に再建されたものの、無住（住職不在）の時期が長く続いていた。昭和中期より徐々に寺運興隆しつつある。

## 交通アクセス
- 加須駅より徒歩23分。